# Les Liens de l'amitié
 (novembre 2020).
Si vous disposez d'ouvrages ou d'articles de référence ou si vous connaissez des sites web de qualité traitant du thème abordé ici, merci de compléter l'article en donnant les références utiles à sa vérifiabilité et en les liant à la section « Notes et références ».
Les Liens de l’amitié est le troisième tome de la série de bande dessinée Les Nombrils, sorti en 2008. Il est écrit par Dubuc et dessiné par Delaf.

## Synopsis
Ce troisième tome joue sur l'amitié entre Jenny et Vicky, qui se séparent, et sur la façon malsaine dont elles traitent Karine. Son petit ami Dan, désespéré par la faiblesse de Karine vis-à-vis de ses soi-disant « amies », la présente à Mélanie  pour qu'une nouvelle amitié débute. Malheureusement, Mélanie profite de l'infirmité de Vicky pour accaparer Dan, pour lequel elle a un faible, en lui racontant des mensonges sur Karine. Cette dernière découvre également le secret John John, pourquoi il n'enlève jamais son casque. Après cette révélation, John John part après la fête du lycée en laissant un message pour Jenny et Vicky 

## Couverture
La couverture représente Karine ligotée par une corde tenue par Jenny à une extrémité et par Vicky à l'autre.

## Personnages principaux
Karine est le personnage principal. Nous voyons beaucoup Vicky et Jenny, au début, mais après nous voyons aussi beaucoup Mélanie et Dan. Et moins, John John et l'entraineur de basket Dieudonné.

## Éditions
- Dupuis, 2008  (ISBN 978-2-8001-4031-5)